# 領銜堂區
領銜堂區（拉丁語：Titulus cardinalitius）是被分配給一位司鐸級樞機，使之在名義上擔任這個堂區的主任司鐸（或稱“本堂神父”）之從屬於羅馬教區的堂區，若是被分配給執事級樞機的話，則會轉變成領銜執事區。

## 歷史
在最早期羅馬城內的地下教會，教宗會把羅馬城分成多個堂區 (Titulus)方便管理，根據《教宗名錄》教宗法比盎有將其轄下的司鐸派遣到各個Titulus負責教務。而這些司鐸也組成了初期的羅馬教區聖職團，也就是今日樞機團最早的前身。
這些分駐於羅馬教區各堂區的神父由於職務的關係，需要輔佐羅馬主教（即教宗）舉行儀式，因此逐漸擁有在各場合代表教宗或是擔任教宗的顧問等重要職責。這些人數隨時代變動的一眾司鐸，爾後與羅馬郊區七個大教區的主教及駐於羅馬教區內的執事和形成名為樞機團的教宗顧問團。自1059年開始教宗尼各老二世把選舉教宗的權力交給主教級樞機，而教宗亞歷山大二世則將司鐸級和執事級樞機也納入選舉團中。此後，樞機在天主教會聖統制內逐漸具有了更普面的意義，而不是僅限於在羅馬教區內事務上輔佐教宗。
隨著基督教會的散播擴展及全球化，這些榮譽性的樞機頭銜逐漸開始授予羅馬教區以外的神職人員。但由於基督教會始終歷史上是起源於羅馬城內，出於歷史傳統的緣故，教宗任命司鐸級和執事級的樞機時都會象徵式地順便授予羅馬教區內主管一個區域（主教大教區、司鐸堂區或執事區）的榮譽名銜，以使他們可在名義上隸屬羅馬教區的聖職團，而原本的Titulus也被用來專指樞機的領銜堂區了。

## 制度
無論是司鐸級或執事級，今日所有的樞機都會和他被授予的領銜堂區或執事區保有一定的聯繫，雖然他們並不會直接管轄該堂區，如干涉其事務或財政等，但是該堂區聖堂內會掛上該位樞機的牧徽或照片以示尊敬，表示他與該聖堂的關聯。而該位樞機的任命儀式亦必須在其被授予的堂區之教堂內舉行。
現存的領銜堂區有143處，領銜執事區則有69處。
相較於司鐸級樞機被交託領銜堂區，主教級樞機則被授予羅馬近郊的七個教區的作為領銜教區，其中首席樞機以奧斯底亞教區為銜，並兼任他被選為首席前所領的教區銜，因此實際上領羅馬近郊主教區頭銜的樞機只有六位。至於以東方禮的宗主教的身分而被拔擢為樞機者為主教級樞機則是樞機團中的特例，直接以其所管轄的教區作為頭銜，現在有3位。